# Mary Dresselhuys
Mary Dresselhuys, née  Maria Johanna Dresselhuys à Tiel le 22 janvier 1907 et morte à Amsterdam le 19 mai 2004, est une actrice néerlandaise qui, au cours de sa longue carrière, joue pour le théâtre, le cinéma et la télévision.
Elle est surnommée « la Grande Dame du théâtre néerlandais » et « la Reine de la comédie ».

## Galerie

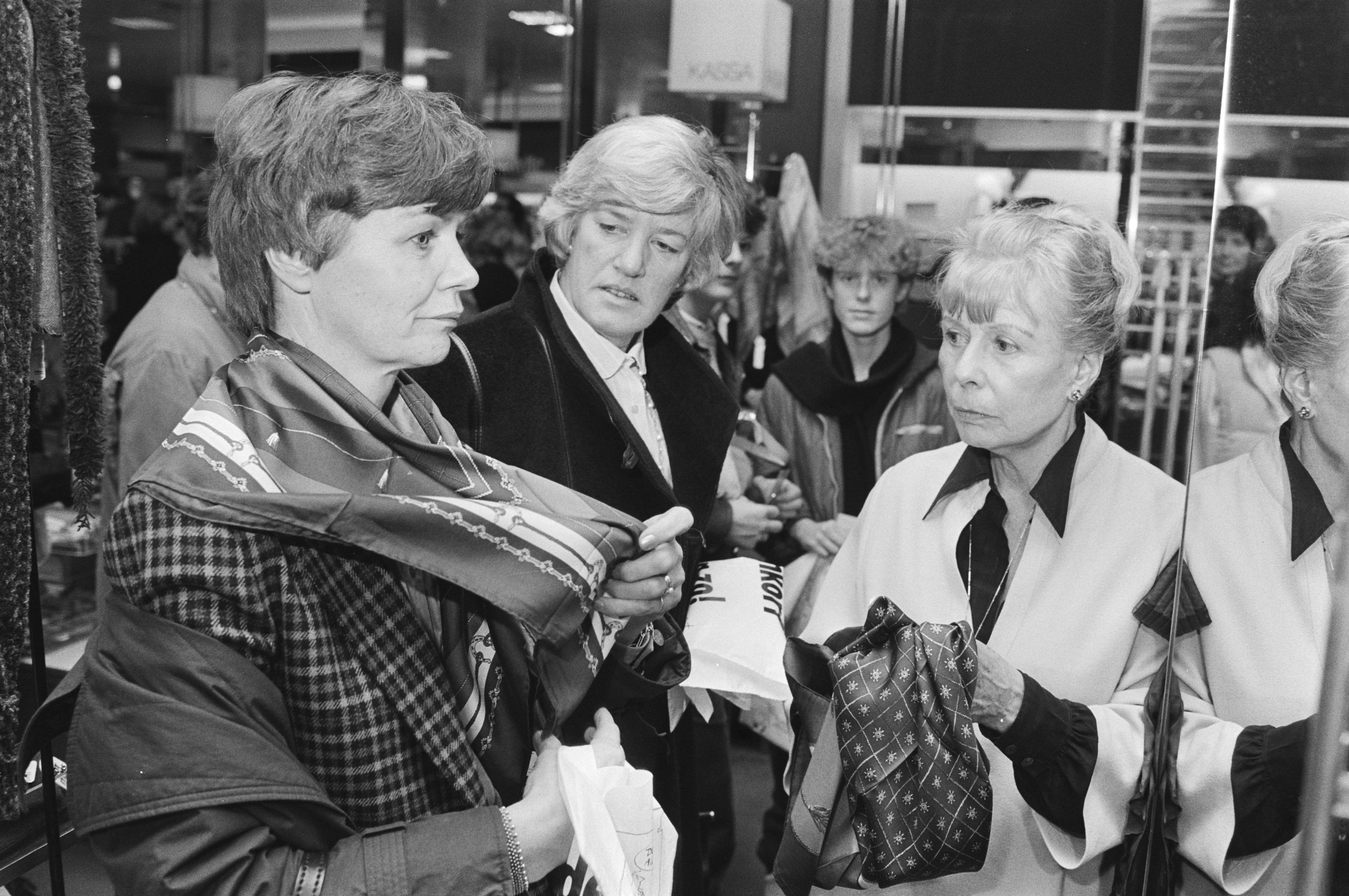
Mary Dresselhuys achetant des châles à De Bijenkorf en 1983. Photo : Marcel Antonisse / Anefo
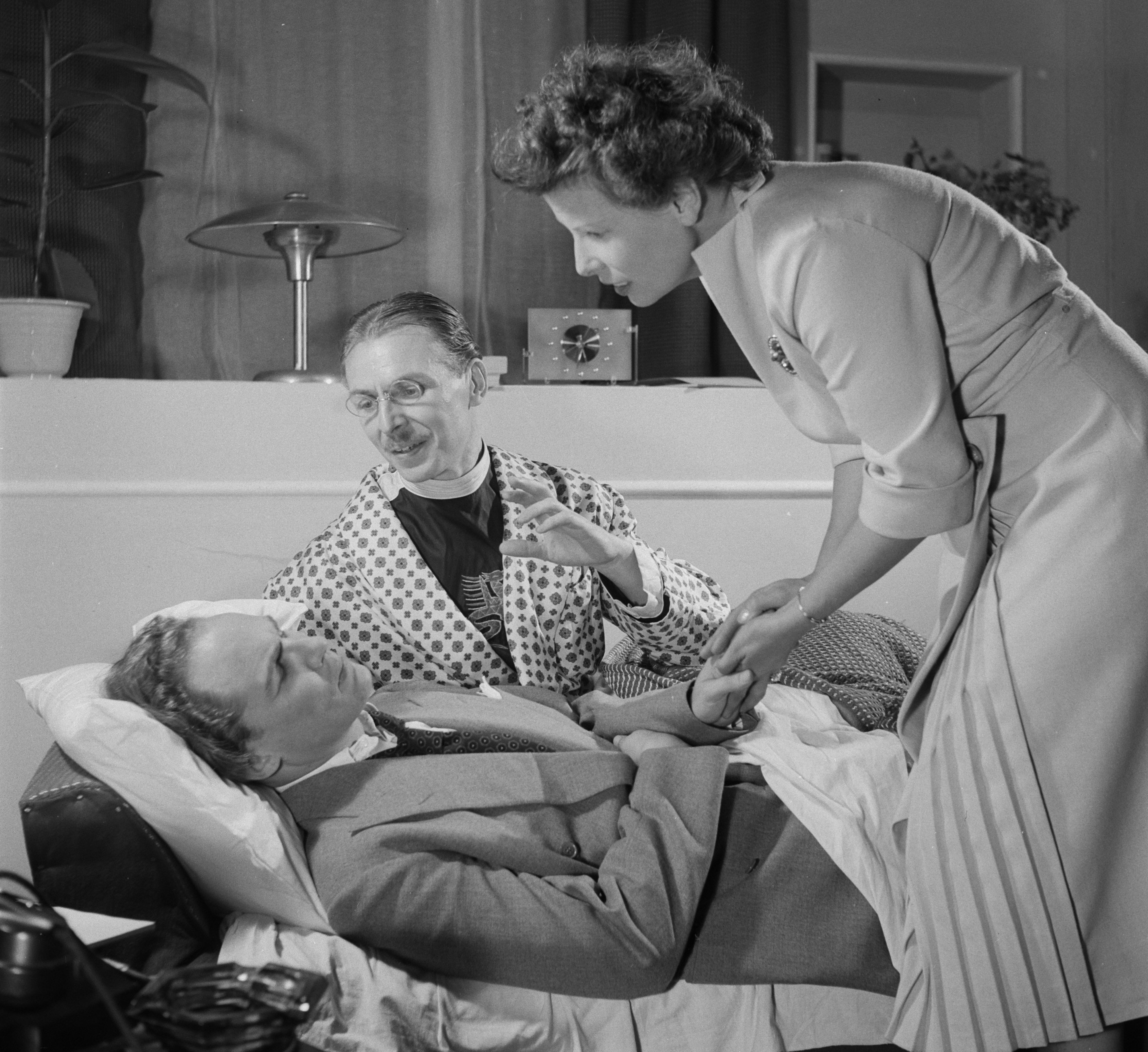
Dans Nina de André Roussin en 1950 avec Guus Oster (nl) et Henk Rigters (nl). Photo : Daan Noske / Anefo

## Filmographie
- 1935 : De kribbebijter
- 1958 : Village au bord du fleuve
- 1991 : Eline Vere de Harry Kümel :